# Сфинту-Георге (комуна, Тулча)
Сфинту-Георге (рум. Sfântu Gheorghe) — комуна у повіті Тулча в Румунії. До складу комуни входить єдине село Сфинту-Георге.
Комуна розташована на відстані 281 км на схід від Бухареста, 69 км на південний схід від Тулчі, 110 км на північний схід від Констанци, 135 км на південний схід від Галаца.

## Населення
За даними перепису населення 2002 року у комуні проживала 971 особа.
Національний склад населення комуни:
| Національність | Кількість осіб | Відсоток |
| -------------- | -------------- | -------- |
| румуни         | 946            | 97,4%    |
| українці       | 21             | 2,2%     |
| угорці         | 2              | 0,2%     |
| серби          | 1              | 0,1%     |
| поляки         | 1              | 0,1%     |

Рідною мовою назвали:
| Мова       | Кількість осіб | Відсоток |
| ---------- | -------------- | -------- |
| румунська  | 953            | 98,1%    |
| українська | 17             | 1,8%     |
| угорська   | 1              | 0,1%     |

Склад населення комуни за віросповіданням:
| Релігія      | Кількість осіб | Відсоток |
| ------------ | -------------- | -------- |
| православні  | 968            | 99,7%    |
| реформати    | 2              | 0,2%     |
| не релігійні | 1              | 0,1%     |

## Зовнішні посилання
- Дані про комуну Сфинту-Георге на сайті Ghidul Primăriilor